# حرية الدين في الفلبين
حرية الدين مكفولة في الفلبين بموجب الدستور الفلبيني.

## معلومات أساسية
ينص دستور الفلبين لعام 1987 على أنه «يجب أن يُصان الفصل بين الدولة والكنيسة» (وذلك بحسب المادة الثانية في القسم السادس)، ولا يجوز أن يُسن أو يُمنع أي قانون مُعتمد على أي مؤسسة دينية، وأن تُمارس العبادة الدينية، وتتمتع بحرية دون أي تمييز أو تفضيل لدين دون آخر، ولا يشترط أي اختبار ديني لممارسة الحقوق المدنية والسياسية (المادة الثالثة في القسم الخامس).
بعد أن أصدرت المحكمة الفلبينية العليا الحكم في قضية استرادا واسكريتور التاريخية في عام 2003 و 2006، وضعت قانون التوافق المحايد الخيري في عام 2006 من قبل رئيس القضاة السابق بونو، الذي أوضح فيه ما يلي:
"تنصّ نظرية التوافق المحايد على أن الحرية في ممارسة الفرد لواجباته تجاه ما يعبده هي حق غير قابل للتصرف فيه، ولا تتدخل به السلطة التشريعية، وتُعد الحرية الدينية حقًا أساسيًا وليست فقط مجرد امتياز وُضع ضد التشريعات التمييزية، وطالما يُطبّق الدين ضمن مجال خيّر، وبعيدًا عن المعاداة يسمح التوافق المحايد بأداء الشعائر الدينية في ظروف محددة.

## تاريخيًا
تغيرت العلاقة بين الحكومة والدين في الفلبين باختلاف البلدان التي استعمرتها بشكل متكرر، ففي فترة الاستعمار الإسبانية من عام 1565 حتى عام 1898 كان هناك علاقات وثيقة بين الحكومة والكنيسة الكاثوليكية، وخلال الفترة الاستعمارية الأميركية أصبح الفصل بين الكنيسة والدولة جزءًا من دستور الفلبين، واستمر ذلك حتى اليوم.

### الفترة الإسبانية
منذ أن انتسب معظم الفلبينيين إلى المسيحية في القرن السادس عشر، تقاسمت السلطات الإسبانية والكنيسة الكاثوليكية السلطة في الفلبين، ويذكر هوراسيو دي لاكوستا (وهو مؤرخ مسيحي فلبيني) أن القواعد التي حكمت التعاون بين السلطتين وُضعت فيما يُعرف بـ «المجلس الملكي للفلبينيين» وهي معاهدة تجمع بين القانون وأحكام الدين بحيث تدير العلاقات بشكل دقيق بين السلطة البابوية والنظام الملكي الإسباني في الشؤون الاستعمارية.
في تلك الاتفاقيات، أعطى رجال الدين الكاثوليك للنظام الملكي الإسباني مسؤولية تعزيز والحفاظ على والدفاع عن الكاثوليك، في المقابل سُمح للإسبانيين بممارسة العديد من الحقوق في حكم مستعمرات الكنيسة الكاثوليكية بشكل مستقل عن السلطة الرومانية.
من ناحية أخرى يشير تيودورو أوغنسيلو، وهو مؤرخ فلبيني من جامعة الفلبين إلى أن هذا التعاون مكّن الإسبان من إخضاع الإنديوس (مواطني الفلبين) بسهولة عن طريق مزيج قويّ من العلمانية والدين.
عند غزو ليجازبي الناجح للفلبين، أدركوا أهمية وقوة رجال الدين، فأحضروا معهم الراهب، والمستكشف، والكاهن أندريس دي أوردانيتا للمساعدة في السيطرة على السكان الأصليين، وقد أقرّ الإسبان أيضًا بأهمية رجال الدين، وقال نائب الملك المكسيكي (مُقتبس من Agoncillo) أنه في الفلبين تعادل قوة تأثير الراهب الواحد جيشًا كاملًا مع قائده، ومع ذلك كان لمشاركة الكنيسة العديد من الآثار السيئة، فبحسب ما قاله مارسيليو إتش ديل بيلار في أواخر القرن التاسع عشر "يسيطر الرهبان على جميع القوى الأساسية للمجتمع في الفلبين، كما أنهم يسيطرون على التعليم لأنهم يمتلكون جامعة سانتو توماس، ويتحكمون بكل مدرسة ابتدائية حتى، ويسيطرون على عقول الناس، فكهنة الكنيسة يستطيعون استخدام مواعظهم، وكرسي الاعتراف للتأثير على الناس سرّاً أو علانيةً.
استمر القتال في الداخل، ووصل إلى ذروته في حادثة إعدام غومبورزا، إذ أعدمت السلطات المدنية مجموعة من الكهنة هم ماريانو غوميز وخوسيه بورغوس وجاسينتو زامورا في عام 1872، بعد تورطهم في قضية تجسس فاشلة في نفس العام، وحدث بعد ذلك استياء شعبي أدى إلى قيام الثورة الفلبينية بعد عشرين سنة، ولم يستطع الإسبان التعامل مع الانتفاضات العديدة لأن قواتهم العسكرية محدودة للغاية، وهنا وُضع رجال الدين في موضع ضعيف، وبدأت العلاقات بين الكنيسة والدولة بالانهيار.
وضع الوطنيون الفلبيون في عام 1898 دستورًا لجمهورية فلبينية مستقلة، وكان هناك الكثير من المناقشات الساخنة حول موضوع علاقة الدين بالدولة، فقدّم فيليب كالديرون مسودّة اقتراح يدعو إلى جعل الكاثوليكية دين الدولة، ووفقًا للمؤرخ المسيحي جون شوماخر هاجم كالديرون موقف أبوليناريو مابيني الذي أصرّ على الفصل بين الكنيسة والدولة، لكن اقتراح كالديرون هُزم بتصويت واحد، وينص دستور عام 1899 في المادة 5 على أن الدولة تعترف بحرية ومساواة جميع الأديان، وكذلك بالفصل بين الكنيسة والدولة.
تنازلت إسبانيا عن الفلبين للولايات المتحدة في عام 1898، وبحلول فبراير عام 1902 هزمت القوات الأمريكية القوات الفلبينية التي تسعى إلى إنشاء حكومة فلبينية مستقلة، وينص الدستور الفلبيني لعام 1902 من بين أمور أخرى على أنه لا يجوز أن يُسن أو يُمنع أي قانون مُعتمد على أي مؤسسة دينية، وأن تُمارس العبادة الدينية، وتتمتع بحرية دون أي تمييز أو تفضيل لدين دون آخر.
حدثت الكثير من الأحداث بعد ذلك جعلت الوضع المادي للكنيسة الكاثوليكية سيئًا، وقلل من نفوذها بشكل كبير مقارنة بما كانت تتمتع به خلال الفترة الاستعمارية الإسبانية.

### عصر الكومنولث
يحاكي نص ميثاق 1935 الخاص بالدين التعديل الأول لدستور الولايات المتحدة، وكان بالشكل التالي:
يُسمح إلى الأبد بممارسة العبادة الدينية وتمتعها بحرية دون تمييز أو تفضيل، ولا يلزم أي اختبار ديني لممارسة الحقوق المدنية أو السياسية، وأصبح هذا القسم أساسًا لحرية الدين في الفلبين.

### مرحلة ما بعد الاستعمار
مع ضمان حرية الدين في الفلبين بقي رجال الدين الكاثوليك في الخلفية السياسية كمصدر للنفوذ الأخلاقي للعديد من الناخبين خلال الانتخابات، وحتى اليوم يدعم المرشحون السياسيون رجال الدين عمومًا، لكن ذلك لا يضمن الفوز في الانتخابات، فقد وضع الرئيس فرديناند ماركوس الفلبين تحت الأحكام العرفية، وتغيرت العلاقات بشكل كبير بعد معارضة بعض الأساقفة للأحكام العرفية.

### ديكتاتورية ماركوس
صُدّق على دستور جديد في عام 1973 حيث تضمّن فقرة الفصل بين الكنيسة والدولة، ما أشار إلى تطورات جديدة في القوانين المتعلقة بالشؤون الدينية، ويوضح خواكين بيرناس (وهو مسيحي فلبيني متخصص في القانون الدستوري) أن هناك قضايا معقدة عرضت على المحكمة ومحاولات عديدة لاستخدام الفصل بين الكنيسة والدولة ضد الكنيسة الكاثوليكية.
أُنشئت محاكم الولاية الشرعية SDCs، والمحاكم الشرعية المتنقلة SCCs في عام 1977 بموجب المرسوم الرئاسي 1083، والذي يعرف أيضًا بأنه قانون الأحوال الشخصية للمسلمين.
تنطبق الشريعة الإسلامية فقط على القضايا المدنية التي تشمل جميع المسلمين في كل البلاد، ويكون التعامل مع القضايا في منطقة الحكم الذاتي لمينداناو المسلمة، ومقاطعتين غيرها في مينداناو التي ليست جزءًا من منطقة الحكم الذاتي من قبل محاكم الولاية الشرعية، والمحاكم الشرعية المتنقلة، والتي تنظمها خمس ولايات شرعية، وخارج هذه المناطق تُعالج مثل هذه القضايا من خلال محاكم مدنية بإشراف من قبل الولايات الشرعية الخمس، وجميع القضايا الأخرى بما فيها القضايا الجنائية تتعامل معها المحاكم المدنية المحلية.
كان للكنيسة الكاثوليكية دور فعال في فوز كورازون أكينو الذي حل محل ماركوس، والذي بدأ بعد توليه الحكم العمل على تأسيس لجنة دستورية جديدة لوضع ميثاق جديد مرة أخرى للبلاد، وتجدر الإشار إلى أن رجال الدين الكاثوليك الرومان مثل كريستين تان وجاكين بيرناس وتيودور سي باكاني كانوا جزءًا من اللجنة الدستورية لعام 1986، وتركوا بصماتهم على الميثاق وأحكامه العديدة على العلاقة بين الكنيسة والدولة.

### التاريخ المعاصر
حدثت الكثير من الضجّة حول الأساقفة الكاثوليك في عام 2011 عن تبرعات مكتب اليانصيب الخيري في الفلبين PCOS التي وصلت قيمتها لملايين البيزوات (عملة الفلبين)، والذي حدث بناءً على طلب الرئيسة جلوريا ماكاباجال أرويو، ووفقًا للتدقيق الذي أجري في عام 2009 تلقى بعض الأساقفة تبرعات أيضًا من PCOS لشراء سيارات، ويزعم بعض النقاد أن هذه التبرعات كان هدفها الأساسي استمرار دعم الكنيسة لأرويو، وحدثت تحقيقات كانت نتيجتها أن أعاد الأساقفة السيارات المتبرع بها لهم.